# 彼得·D·沃德
彼得·道格拉斯·沃德（英語：Peter Douglas Ward，1949年5月12日—）是一位美国古生物学家和科普作家，现为澳大利亚阿德莱德大学教授，主要贡献有提出了美狄亚假说（Medea hypothesis）、地球殊異假說（Rare Earth hypothesis，与唐纳德·E·布朗利共同提出 ）等，另外也出版了多部科普著作。